# Atlixtac
Atlixtac är en kommun i Mexiko.   Den ligger i delstaten Guerrero, i den sydöstra delen av landet, 210 km söder om huvudstaden Mexico City. Antalet invånare är 23 371. Arean är 694 kvadratkilometer.
Terrängen i Atlixtac är bergig åt sydväst, men åt nordost är den kuperad.
Följande samhällen finns i Atlixtac:
- Zoquitlán
- San Pedro Huitzapula Norte
- Caxitepec
- Xalpitzáhuac
- San Juan Bautista Coapala
- Cacalotepec
- Tonalapa
- Huixolotepec
- Huitzacotla
- Chichiltepec
- Zoyapexco
- Chalma
- Tlacoxochapa
- Ocopexco
- Ahuacatitlán
- Loma Bonita
- Ixtlahua Roja
- Huixtlazala
- Contepec
- Buena Vista
- Lagunaltepec
- Chichihuatlaco
- Los Mesones
- Las Palmas
- La Taberna
- Tierra Blanca
- Petlazolapa
- Belén
- Santa Isabel
- Ahuixtla
- Zopilotepec
- Llano Pericón
- Tecocomulapa
- Totoxocóyotl
- Coatlamoloya
- Ahuexotitlán
- Tlacotepec
- Coxilitepec
- Chimixtla
- Lucerito